# David de Bernham
David de Bernham (... – Berwickshire, 26 aprile 1253) è stato un vescovo cattolico scozzese.

## Biografia
Proveniente da una ricca famiglia borghese di Berwick-upon-Tweed, David de Bernham compare per la prima volta nelle cronache negli anni 1230, quand'era precettore alla corte scozzese e lord ciambellano di Scozia. Nel 1239 venne eletto vescovo di Saint Andrews, allora la più importante carica ecclesiastica scozzese, e come tale fu lui ad incoronare il nuovo re Alessandro III di Scozia alla sua ascesa nel 1249.
David de Bernham si dimostrò un vescovo dalla forte autorità, centralizzando il governo della diocesi e mantenendo uno stretto controllo sul clero locale. In tale ottica, compì numerosi viaggi pastorali all'interno della propria diocesi, visitando numerose parrocchie, abbazie e monasteri per riaffermare la propria autorità.
Morì nel 1253 nel Berwickshire e fu sepolto nell'abbazia di Kelso.

## Genealogia episcopale
La genealogia episcopale è:
- Vescovo Andre de Moray
- Vescovo William de Bondington
- Vescovo David de Bernham